# تذكر حر
التذكر الحر أو الاسترجاع الحر (بالإنجليزية: Free recall) هو نموذج أساسي في الدراسة النفسية للذاكرة. وفي هذا النموذج، يدرس المشاركون قائمة من العناصر (البنود) في كل اختبار، ثم يطلب منهم استدعاء العناصر بأي ترتيب (ومن هنا كان اسم "التذكر الحر"). وعادة ما يتم عرض العناصر بعدد عنصر واحد في المرة لوقت وجيز، ومن المواد التي يمكن تسميتها، إلا أن وبشكل تقليدي فعادة ما يتم اختيار كلمات من مجموعة كبيرة. فترة الاستدعاء عادة ما تستغرق بضع دقائق، ويمكن أن تنطوي على استدعاء في شكل حديث أو كتابة. ويتضمن النموذج القياسي فترة الاستدعاء التي تبدأ مباشرة بعد عرض آخر عنصر من القائمة؛ ويمكن الإشارة إلى ذلك على أنه تذكر (استدعاء) حر فوري (عاجل) لتمييزه عن التذكر المتأخر، حيث في الأخير يتم استيفاء فترة زمنية قصيرة بين عرض آخر عنصر وبين بدء فترة التذكر. ويستخدم كل من الاستدعاء الحر الفوري والمتأخر لاختبار بعض الآثار التي تظهر خلال اختبارات الاستدعاء، مثل تأثير الأسبقية وتأثير الحداثة.